# 楊宗簡
杨宗简（？—？），字文中，直隶应天府溧阳县人，明朝政治人物。

## 生平
崇祯六年（1633年）癸酉科举人，十三年庚辰科进士，刑部观政。授浙江建德县知县。